# Csúzi Cseh János (orvos)
Idősebb Csúzi Cseh János (Losonc, 1677 körül – Győr, 1732. április 28.) orvos, református lelkész.

## Élete
Csúzi Cseh Jakab fia. Hazájában végezte iskoláit, majd a franekeri akadémiára ment, ahol 1700-tól teológiai és orvosi tanulmányokat folytatott, 1702-ben orvosdoktori oklevelet szerzett. Hazatérése után előbb Ácson, majd Győrött orvosi és egyszersmind lelkészi hivatalt viselt. A szőnyi sziámi ikerpár-leányokat ő vitte magával közszemlére egész Európában, ezek képét is kiadta latin versekkel, melyeket Weszprémi István közöl. Utazása három évig tartott, ez idő alatt sok pénzt gyűjtött. Utolsó éveiben sokat foglalkozott alkímiával.

## Munkái
- Dissertatio inauguralis medica de rhachitide. Franequerae, 1702.
- Isten eleibe felvitetett lelki áldozat, avagy áhitatos könyörgések. Győr, 1736.

### Kéziratban
- Tragoedia podagrica. A köszvénynek rendszerint való folyásáról irt discursus. Győr, 1715. (Másolata Weszprémi István idejében sok kézben forgott.)
- Praxis medica Csuziana. (Az orvosságok és betegségek ismertetése magyar nyelven.)

Levelezése a marburgi egyetemi tanárokkal megvan a casseli országos könyvtárban.